# Jacques Aleaume
Jacques Aleaume, auch Alleaume (* 1562 in Orléans; † 1627 in Paris), war ein französischer Mathematiker, Ingenieur, Kryptologe und Architekt.
Aleaume war Hugenotte. Sein Vater Pierre Aleaume war Sekretär von Francois Viète und Jacques Aleaume war ein Schüler von Viète. Über den Venezianer Paolo Sarpi, mit dem er ab 1600 in Briefwechsel stand, hatte er auch Kontakt zu Marin Getaldić. Jacques Aleaume wurde 1605 Ingenieur in der Armee von Moritz von Oranien. Dort waren Simon Stevin, Samuel Marolois (1527–1627) und David van Orliens seine Kollegen (später war dort auch Albert Girard). Moritz von Oranien versammelte Mathematiker und Ingenieure um sich und diese unterrichteten auch zum Beispiel in Festungsbau und Belagerungstechnik. Bei seiner Anstellung musste er schon einen guten Ruf gehabt haben, denn er erhielt die gleiche Bezahlung wie die anderen Ingenieure (50 Gulden im Monat). Ab 1607 wurde er dort auch als Chef-Kryptologe von Moritz von Oranien verwendet (eine Fertigkeit, mit der schon sein Lehrer Francois Viète brillierte), was sein Gehalt erheblich erhöhte. Er war auch als Kartograf bekannt. Während des Waffenstillstands im Achtzigjährigen Krieg zwischen Habsburg und den Niederlanden war er ab 1608/09 in Paris, wo Heinrich IV. ihm eine Wohnung im Louvre zuweist und er sich als Architekt versuchte (mit Claude Chastillon für einen Entwurf der Umbauung des Place de France in Paris im Auftrag des Königs) und später im Festungsbau. Am Ende erhielt er Pensionen von den Niederlanden und Frankreich (1626 wird er als Konzessionär für Mineralwasser geführt). Er wohnte häufig in Paris, wo er für seine verschiedenen wissenschaftlichen Instrumente bekannt war (er ließ sich sogar ein Gerät zur Herstellung von Spiegeln und Linsen für astronomische Zwecke bauen). 1627 war er in Lyon, starb aber bald darauf in Paris. Er wurde am 3. Oktober 1627 in Charenton begraben. Seine Bücher und Instrumente wurden verkauft. In seinem Nachlass waren auch die Schriften von Viète und eigene Manuskripte (Festungsbau, Herstellung von Linsen und Spiegeln, Perspektive u. a.).
Über seinen Vater kam er an die von diesem verwalteten nachgelassenen Manuskripte von Viète und war einer derjenigen, der sie Alexander Anderson zugänglich machte.
Er war ein Bewunderer von Galileo Galilei. Er erfuhr über Sarpi 1610 von Galileis Teleskop und ließ sich selbst eines bauen. Als der König von Frankreich ihn 1618 bat, damit den Kometen genauer zu beobachten, verwies er ihn aber an den Großherzog der Toskana (dem Landesherrn Galileis) da sein Teleskop nicht gut genug sei. 1610 war er einer derjenigen, der in die Auswahl der Nachfolger Galileis in Padua kamen.
Bei seinem Tod hinterließ er ein Manuskript über Perspektive, dass die Buchdrucker und Verleger Pierre Rocolet und Charles Hulpeau erwarben und drucken wollten (Introduction à la perspective, ensemble a l’usage du compas optique et perspective). 1628 erhielten sie dafür eine königliche Erlaubnis und es ist auch nachgewiesen, dass der Druck erfolgte, durch den Tod von Hulpeau konnte der Druck aber nicht vollendet werden. 1641 kam der Mathematiker Étienne Migon an das Manuskript und überarbeitete es gründlich. Es erschien 1643 unter dem Titel La perspective speculative et pratique. Vom ersten Druck gibt es heute kein Exemplar mehr (Migon kaufte alle Restexemplare auf und versprach sie den Käufern seines überarbeiteten Buches umsonst mitzuliefern). Es ist heute deshalb nicht mehr möglich zwischen den Beiträgen von Migon und Aleaume zu unterscheiden. In dem Buch finden sich einige neuartige perspektivische Konstruktionen (direkte perspektivische Konstruktionen von horizontalen und vertikalen Linien und Winkeln). Ihr Einfluss war aber nach Kirsti Anderson gering.
Er übersetzte auch das Traktat über Astrologie von Heinrich Rantzau ins Französische.